# (I'm Always Touched by Your) Presence, Dear
(I'm Always Touched by Your) Presence, Dear è un singolo del gruppo new wave statunitense Blondie, pubblicato nel 1978 ed estratto dall'album Plastic Letters.
La canzone è stata scritta da Gary Valentine.

## Tracce
1. (I'm Always Touched by Your) Presence, Dear - 2:43
2. Poets Problem - 2:20
3. Detroit 442 - 2:28

## Cover
La canzone è stata interpretata da Tracey Ullman per l'album You Broke My Heart in 17 Places (1983) e da Annie Lennox come B-side del singolo A Whiter Shade of Pale (1995).